# McLaren MP4-21
McLaren MP4-21 — болид Формулы-1, разработанный Эдрианом Ньюи и построенный для участия в чемпионате 2006 года. Ньюи покинул команду ещё до начала сезона, перейдя в Red Bull Racing, и не участвовал в доработке машины на тестах и по ходу сезона, что серьёзно сказалось на её результативности.

## История
Впервые болид был представлен публике на тестах в Барселоне 23 января 2006 года.
В начале сезона им управляли Кими Райкконен и Хуан Пабло Монтойя. После нескольких гонок стало ясно, что машина не столь конкурентоспособна, как её предшественница, McLaren MP4-20. Команда McLaren не выиграла ни одной гонки в сезоне 2006 года, впервые с 1996 года. Лучшими результатами команды стали вторые места Райкконена в Австралии и Италии, Хуана Пабло Монтойи в Монако, и Педро де ла Росы в Венгрии.
После Гран-при США, Монтойя заявил, что он покинет Формулу-1 в конце сезона, чтобы гоняться за команду "Chip Ganassi" в американской гоночной серии NASCAR. Команда согласилась отпустить его, заменив тест-пилотом Педро де ла Росой в оставшихся гонках сезона.

## Результаты в чемпионате 2006 года
| Легенда к таблице |                                                                    |
| --- | ------------------------------------------------------------------ |
| В таблице перечислены результаты всех Гран-при Формулы-1, в которых использовался автомобиль. Строками таблицы являются сезоны, столбцами — этапы чемпионата мира. В каждой клетке указаны сокращённое название этапа и результат, дополнительно обозначенный цветом. Расшифровка обозначений и цветов представлена в нижеследующей таблице. |                                                                    |
| \| Пример \| Описание \| \| ------------ \| ------------------------------------------------------------------ \| \| 1 \| Победитель \| \| 2 \| Второе место \| \| 3 \| Третье место \| \| 5 \| Финишировал, заработав очки \| \| Сход \| Не финишировал, но при этом заработал очки \| \| 12 \| Финишировал, не получив очков \| \| НКЛ \| Финишировал, но не попал в финальную классификацию \| \| 15 \| Участвовал вне зачёта, либо по отдельной классификации \| \| 18 \| Не финишировал, но попал в финальную классификацию \| \| Сход \| Не финишировал \| \| НКВ \| Не прошёл квалификацию \| \| НПКВ \| Не прошёл предквалификацию \| \| ДСК \| Дисквалифицирован \| \| ИСК \| Исключён из протокола соревнований \| \| ТТ \| Заявлен для участия только в тренировках \| \| НС \| Участвовал в квалификации, но не стартовал в гонке \| \| Т \| Травмирован или болен \| \| ОТК \| Отказ от участия \| \| НТР \| Прибыл на соревнования, но на трассу не выезжал \| \| НПР \| Был заявлен в числе участников, но не прибыл к началу соревнований \| \| О \| Соревнования отменены \| \| \| Не участвовал \| \| Поул-позиция \| \| \| Быстрый круг \| \| |                                                                    |
| Пример | Описание                                                           |
| 1 | Победитель                                                         |
| 2 | Второе место                                                       |
| 3 | Третье место                                                       |
| 5 | Финишировал, заработав очки                                        |
| Сход | Не финишировал, но при этом заработал очки                         |
| 12 | Финишировал, не получив очков                                      |
| НКЛ | Финишировал, но не попал в финальную классификацию                 |
| 15 | Участвовал вне зачёта, либо по отдельной классификации             |
| 18 | Не финишировал, но попал в финальную классификацию                 |
| Сход | Не финишировал                                                     |
| НКВ | Не прошёл квалификацию                                             |
| НПКВ | Не прошёл предквалификацию                                         |
| ДСК | Дисквалифицирован                                                  |
| ИСК | Исключён из протокола соревнований                                 |
| ТТ | Заявлен для участия только в тренировках                           |
| НС | Участвовал в квалификации, но не стартовал в гонке                 |
| Т | Травмирован или болен                                              |
| ОТК | Отказ от участия                                                   |
| НТР | Прибыл на соревнования, но на трассу не выезжал                    |
| НПР | Был заявлен в числе участников, но не прибыл к началу соревнований |
| О | Соревнования отменены                                              |
| | Не участвовал                                                      |
| Поул-позиция |                                                                    |
| Быстрый круг |                                                                    |

| Шасси  | Двигатель               | Шины | Пилоты     | 1   | 2    | 3    | 4   | 5    | 6    | 7    | 8   | 9    | 10   | 11  | 12   | 13   | 14   | 15   | 16   | 17  | 18  | Место | Очки |
| ------ | ----------------------- | ---- | ---------- | --- | ---- | ---- | --- | ---- | ---- | ---- | --- | ---- | ---- | --- | ---- | ---- | ---- | ---- | ---- | --- | --- | ----- | ---- |
| MP4-21 | Mercedes FO 108S 2,4 V8 | M    |            | БАХ | МАЛ  | АВС  | САН | ЕВР  | ИСП  | МОН  | ВЕЛ | КАН  | США  | ФРА | ГЕР  | ВЕН  | ТУР  | ИТА  | КИТ  | ЯПО | БРА | 3     | 110  |
| MP4-21 | Mercedes FO 108S 2,4 V8 | M    | Райкконен  | 3   | Сход | 2    | 5   | 4    | 5    | Сход | 3   | 3    | Сход | 5   | 3    | Сход | Сход | 2    | Сход | 5   | 5   | 3     | 110  |
| MP4-21 | Mercedes FO 108S 2,4 V8 | M    | Монтойя    | 5   | 4    | Сход | 3   | Сход | Сход | 2    | 6   | Сход | Сход |     |      |      |      |      |      |     |     | 3     | 110  |
| MP4-21 | Mercedes FO 108S 2,4 V8 | M    | де ла Роса |     |      |      |     |      |      |      |     |      |      | 7   | Сход | 2    | 5    | Сход | 5    | 11  | 8   | 3     | 110  |